# Helicodontium hattorii
Helicodontium hattorii là một loài Rêu trong họ Myriniaceae. Loài này được Nog. mô tả khoa học lần đầu tiên năm 1952.